# Imbabura Sporting Club
O Imbabura Sporting Club, mais conhecido como Imbabura SC, é um clube de futebol equatoriano fundado em 3 de janeiro de 1993. Sua sede fica em Atuntaqui (também conhecida como Santa Marta de Atuntaqui), cidade e capital do cantão de Antonio Ante, na província de Imbabura.
Manda seus jogos no Olímpico de Ibarra, praça esportiva inaugurada em 4 de agosto de 1988 em Ibarra e pertencente à Federação Esportiva de Imbabura, que tem capacidade para 17 300 espectadores.
O clube tem um título da Série B (equivalente à segunda divisão) em 2006 (Torneo Clausura) e um da Segunda Categoria (equivalente à terceira divisão) em 1995; além disso, foi duas vezes vice-campeão da Série B (2010 e 2023) e duas vezes da Segunda Categoria (2005 e 2021).

## História

### Fundação
O Imbabura Sporting Club foi 3 de janeiro de 1993 no bairro La Merced, em San Roque — uma paróquia rural de Atuntaqui.

### 2006: Campeão doClausurada Série B
Em 2006, o clube venceu a Segunda Etapa [foram dois torneios: Apertura e Clausura] da Série B, segunda divisão do futebol equatoriano, o clube garantiu acesso inédito à Série A, divisão de elite do futebol do Equador.

### 2007: Primeira participação na Série A
Em sua primeira participação na Série A, em 2007, destacaram-se os irmãos Edmundo e Salomón Zura. Ao final da campanha, o time terminou na última posição e retornou à Série B.

### 2010: Vice-campeonato da Série B
Na temporada de 2010, o clube garantiu novamente acesso à divisão de elite do futebol equatoriano. Desta vez, a equipe sobe como vice-campeã da Série B de 2010. A partida do acesso, foi disputada em 26 de novembro, no Estádio Olímpico de Ibarra, contra o Universidad Tecnológica Equinoccial (UTE), que lutava para escapar do rebaixamento. O jogo foi vencido pelos donos da casa por 3–1, assegurando a segunda colocação e frustrando a tentativa do River Plate Ecuador, que ainda pressionava para roubar a vaga de acesso nas rodadas finais. O time "gardenio" [apelido do clube], dirigido por um técnico da própria província, Wilson Armas, contou um elenco formado inteiramente por jogadores equatorianos, a maioria oriundos da própria região.

### 2011: Segunda participação na Série A
Em 2011, o time da chamada "Província dos Lagos" [apelido de Imbabura] disputou a Série A, primeira divisão profissional do futebol do Equador, pela segunda vez em sua história. O técnico do time na época era Wilson Antonio Armas.

### 2022
Em 2022, o Imbabura brigou boa parte da temporada pelo acesso e chegou também aos quartas de final da Copa do Equador, sendo eliminado pelo Independiente del Valle.

### 2023: Terceiro acesso à Série A
Ao final da LigaPro Série B de 2023, o clube garantiu sua vaga como vice-campeão e o segundo promovido à elite do futebol equatoriano para 2024, após uma vitória contundente por 4–0 sobre o campeão da divisão e já promovido Macará. Sob o comando de Joe Armas, jovem treinador de apenas 27 anos, a equipe de Ibarra alcançou o tão sonhado retorno à divisão de honra, somando 58 pontos. O time contou com atuações decisivas de jogadores como Leo Pantoja, Erick Mendoza, Wilson Folleco, Ronnie Caicedo e Edilson Cabeza, fundamentais para alcançar a meta do acesso.

### 2024: Rebaixamento para a segundona
Na LigaPro de 2024, o clube acabou sendo rebaixado na última rodada da Fase 2. Três equipes chegaram à rodada final do campeonato lutando para evitar o rebaixamento para a Série B, e quem conseguiu a salvação, no limite, foi o Libertad, que venceu o Emelec em um jogo decisivo. Em uma partida incrível, o Cumbayá perdeu por 6–4 para o Delfín e não conseguiu se salvar em seu segundo ano consecutivo na Série A. Por sua vez, o Imbabura foi derrotado por 2–1 pelo Aucas e se despediu da primeira divisão após apenas uma temporada na elite.

## Participações
| Competição                           | Competição        | Anos                                                           |
| 1ª Divisão do Campeonato Equatoriano | Série A           | 2007, 2011, 2024                                               |
| 2ª Divisão do Campeonato Equatoriano | Série B           | 1996, 2006, 2008 ― 2010, 2012 ― 2017, 2022 ― 2023, 2025 ― hoje |
| 3ª Divisão do Campeonato Equatoriano | Segunda Categoria | 1993 ― 1995, 1997 ― 2005, 2018 ― 2021                          |

## Títulos

### Nacionais
| Competição                           | Competição        | Título(s)  | Vice(s)        |
| 2ª Divisão do Campeonato Equatoriano | Série B           | 1 (2026–I) | 2 (2010, 2023) |
| 3ª Divisão do Campeonato Equatoriano | Segunda Categoria | 1 (1995)   | 2 (2005, 2021) |

### Provinciais
| Competição                  | Competição        | Título(s)                                    | Vice(s)                    |
| Liga Provincial de Imbabura | Segunda Categoria | 7 (1994, 1995, 2000, 2003, 2004, 2005, 2018) | 4 (1993, 2001, 2019, 2020) |

## Jogadores notáveis
- Edmundo Zura
- Edwin Tenorio
- Franklin Salas
- Oswaldo Ibarra